# إصابات رياضية

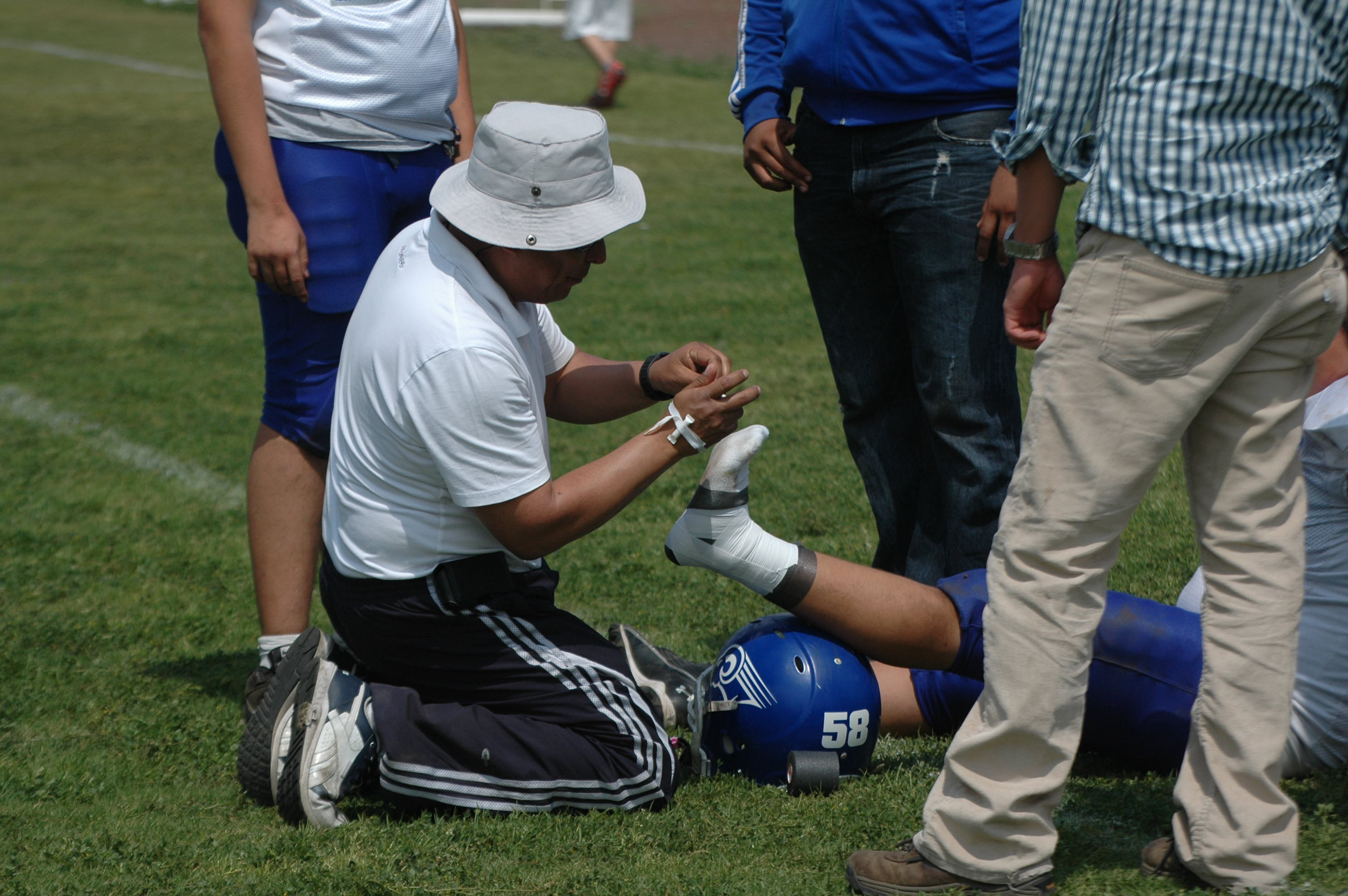

هي إصابات تحدث في الأنشطة الرياضية أو تمارس الرياضة. يوجد في الولايات المتحدة حوالي 30 مليون مراهق وأطفال، بمفردهم يشاركون في شكل من أشكال الرياضة المنظمة. حوالي 3 ملايين من المتنافسين الرياضيين، الذين تتراوح أعمارهم بين 14 سنة وتحت، وقعوا في الإصابات الرياضية سنويا؛ مما يسبب بعض ضياع الوقت للمشاركة في هذه الرياضة.
السبب الرئيسي للوفاة التي تنطوي على إصابات ذات صلة بالرياضة، على الرغم من ندرتها، هو إصابات الدماغ. عندما أصيب النظامان الرئيسيان، تتأثر الأعصاب وأنظمة الأوعية الدموية، حيث أنّ الجسم يتخدر، وعادة ما تكون العلامات الأولى للجسم تخبرك أن الجسم قد تأثرت.
وهكذا، عندما يشتكي رياضي من خدر وبالوخز على وجه الخصوص؛ فإن مفتاح التشخيص هو الحصول على تاريخ الإصابة لإدراك الأعراض المكتسبة للرياضي، وتحديد تأثير الإصابة على الجسم وعملياته، ثم تحديد طريقة المعالجة الأولية. في عملية تحديد ما حدث بالضبط في الجسم والتأثيرات الدائمة، يختار معظم المتخصصين في المجال الطبي طريقة للأجهزة الطبية التكنولوجية للحصول على حل موثوق لموقع الإصابة، الوقاية تساعد على الحد من الإصابات الرياضية المحتملة، ومن المهم إقامة المشاركة في عمليات الإحماء والتمدد والتدريبات التي تركز على مجموعات العضلات الرئيسية المستخدمة عادة في الرياضة التي تهم. أيضا، وخلق برنامج الوقاية من الإصابات كفريق واحد، والتي تشمل التعليم على معالجة الجفاف، والتغذية، وأعضاء فريق الرصد في خطر ورصد السلوك والمهارات والتقنيات.
مراجعات تحليل الموسم وعروض (preseason): هي أيضا مراجعات مفيدة للوقاية من الإصابات الرياضية للاعب. إحدى التقنيات المستخدمة في عملية فحص(preseason) هي شاشة الحركة الوظيفية، ويمكن لشاشة الحركة الوظيفية تقييم أنماط الحركة في الرياضيين من أجل العثور على اللاعبين المعرضين للخطر. وبعد أبحاث مختلفة حول الإصابات الرياضية يدل على أن مستويات القلق، التوتر، والاكتئاب مرتفعة. وجدت دراسة في عام 2010 أن الرياضيين الذين يعانون من إصابات رياضية حادة، سيتعرضون لمستويات أعلى من الضائقة اللاحقة للصدمة ويرتبط ارتفاع مستويات الضائقة اللاحقة للصدمة بمهارات التكيف.

## تصنيف
تمثل معظم الإصابات في رياضات تتطلب الاحتكاك الجسدي، مثل: هوكي الجليد، كرة القدم، دوري الرجبي، كرة القدم الأسترالية، كرة القدم الأمريكية وكرة القدم الكندية؛ بسبب طبيعة الاصطدام ديناميكية وعالية من هذه الرياضة. إن التصادمات مع الأرض والأشياء واللاعبين الآخرين شائعة، ويمكن للقوى الديناميكية غير المتوقعة على الأطراف والمفاصل أن تسبب إصابات رياضية. يعاني حوالي مليوني شخص كل عام من إصابات مرتبطة بالرياضة ويتلقون العلاج في أقسام الطوارئ. التعب هو أحد العوامل التي تسهم في العديد من الإصابات الرياضية. كرياضي هناك أوقات حيث قد تعمل على طاقة منخفضة؛ مما يؤدي إلى تدهور في الأسلوب أو الشكل، أو إلى وقت رد الفعل أبطأ، وأخيرا فقدان الاستقرار في المفاصل العضلية.
يمكن أن تشمل الإصابات الرضحية:
كدمة: تلف الأوعية الدموية الصغيرة التي يسبب النزيف داخل الأنسجة.
إجهاد: صدمة في العضلات بسبب زيادة تمزق وتمزق ألياف العضلات.
التواء: إصابة في المفصل، والناجمة عن الرباط تمتد إلى ما بعد قدرتها.
الجرح: كشط أو ثقب الجلد.
كسر العظم: كسر في العظم.
إصابة في الرأس: ارتجاج أو تلف خطير في الدماغ.
إصابة الحبل الشوكي: تلف في الجهاز العصبي المركزي أو العمود الفقري.
تشنج عضلي: تقلص عضلي قوي يمكن أن يكون مؤلمًا دائمًا في بضع دقائق ولكن تدليك العضلات يمكن أن يخفف الألم.
في الطب الرياضي، يتم تعريف الإصابة الكارثية: بأنها صدمة حادة لرأس الإنسان أو العمود الفقري أو الدماغ.
اصطدام متعدد اللاعبين في لعبة كرة القدم
وأصبحت الارتجاجات في مجال الرياضة قضية رئيسية في الولايات المتحدة في العقد الأول من القرن الحادي والعشرين، حيث ارتبطت الأدلة بارتجاجات متكررة ونبضات غير مرئية مع اعتلال دماغي مزمن (CTE) وزيادة خطر الانتحار. CTE هو مرض تنكسي تقدمي للدماغ يوجد في الأشخاص الذين لديهم تاريخ من الصدمة الدماغية المتكررة، بما في ذلك الارتجاجات العرضية بالإضافة إلى ضربات جانبية في الرأس لا تسبب أعراض. وهو أكثر وضوحًا في كرة القدم، ويصيب مرض ذي صلة (pugilistica) الملاكمين.

## عوامل الخطر
وهناك عاملين، عامل داخلي(شخصي) وعامل خارجي.

### العوامل الداخليه(الشخصية)
1-العمر، الوزن، الدهون في الجسم.
2-المخالفات الخلقية: القدم المسطحة وتقوس العمود الفقري.
3-عدم وجود مرونة العضلات والتنسيق والتوازن والسرعة والقوة والتحمل.
4-سوء التغذية وقلة النوم.

### العوامل الخارجية
1-معدات رياضية ووقائية محددة: خوذة، نظارات واقية.
2-حالة إعداد الرياضة: صيانة الأرضيات، بيئة الطقس.
3-عدم كفاية عملية الإحماء السابقة، والإفراط في التدريب والإجهاد.

## الطب الرياضي
تعد الإصابات من الأحداث الشائعة في الرياضات الاحترافية، كما أن معظم الفرق لديها طاقم من المدربين الرياضيين، واتصالات وثيقة مع المجتمع الطبي، والاحتفاظ بالعديد من اطباء الفريق.
وقد نشأ الجدل في بعض الأحيان عندما اتخذت الفرق القرارات التي يمكن أن تهدد صحة اللاعب على المدى الطويل لتحقيق مكاسب على المدى القصير. الطب الرياضي: هو دراسة وبحوث الإصابات في الرياضة من أجل منع أو تقليل شدة الإصابة.

## إصابات الأنسجة الرخوة
عندما تتعرض الأنسجة الرخوة للصدمة، تقوم الخلايا الميتة والتالفة بإطلاق مواد كيميائية، والتي تبدأ استجابة التهابية. يتميز الالتهاب بالألم والتورم الموضعي والحرارة والاحمرار وفقدان الوظيفة، وتتضرر الأوعية الدموية الصغيرة؛ مما يؤدي إلى نزيف داخل الأنسجة. في التفاعل الطبيعي للجسم، يتم تكوين جلطة دموية صغيرة لوقف هذا النزيف، ومن هذه الخلايا الخاصة (تسمى الأرومات الليفية) تبدأ عملية الشفاء عن طريق وضع النسيج الندبي.
وبالتالي المرحلة الالتهابية: هي المرحلة الأولى من الشفاء. ومع ذلك، فإن الكثير من الاستجابة الالتهابية في المرحلة المبكرة يمكن أن تعني أن عملية الشفاء تستغرق وقتًا أطول وتتأخر عودة النشاط.
يقصد بمعالجة الإصابات الرياضية تقليل المرحلة الالتهابية للإصابة، حتى يتسنى تسريع عملية الشفاء الشاملة. العوامل الداخلية والخارجية هي العوامل المحددة لعملية الشفاء.

## الوقاية
تساعد على الحد من الإصابات الرياضية المحتملة، وتوفر العديد من الفوائد، وتشمل مزايا رياضية أكثر صحة، ومدة مشاركة أطول في الرياضة، وإمكانات لتحسين الأداء، وانخفاض التكاليف الطبية.
شرح فوائد المشاركة في برامج الوقاية من الإصابات الرياضية للمدربين والفرق الرياضية والرياضيين الفرديين، سيعطيهم لمحة عن احتمالات النجاح من خلال شعور الرياضيين بأنهم يتمتعون بصحة جيدة وقوية ومريحة وقادرة على المنافسة.

### الوقاية الابتدائية والثانوية والثالثية
يمكن تقسيم الوقاية إلى ثلاث فئات واسعة من الوقاية الأولية والثانوية والثالثية. الوقاية الأولية تتضمن تجنب الإصابة. مثال على ذلك هو الأقواس في الكاحل التي يتم ارتداؤها كفريق، حتى أولئك الذين ليس لديهم تاريخ من إصابات الكاحل السابقة. إذا كانت أنشطة الوقاية الأولية فعالة؛ ستكون هناك فرصة أقل للاصابات التي تحدث في المقام الأول.
ويشمل الوقاية الثانوية وقت مبكر من التشخيص والعلاج، ينبغي الحصول عليها مرة واحدة عند وقوع إصابات. الهدف من الحصول على التشخيص المبكر هو التأكد أن الإصابة تتلقى الرعاية المناسبة والتعافي بشكل صحيح، وبالتالي الحد من القلق على المشاكل الطبية الأخرى تنبع من الحدث الصادم الأولي. وأخيرًا، تركز الوقاية الثالثية فقط على إعادة التأهيل لتقليل وتصحيح العجز الحالي الناتج عن الحدث الصادم. على سبيل المثال في حالة رياضية حصل إصابة في الكاحل، فإن إعادة التأهيل سوف تتكون من تمارين التوازن للحصول على القوة والعودة إلى الخلف، بالإضافة إلى ارتداء دعامة الكاحل، مع العودة تدريجياً إلى الرياضة.

### تحليل الموسم
من الضروري للغاية المشاركة في أنشطة الإحماء والتمدد والتمارين التي تركز على المجموعات العضلية الرئيسية الشائعة الاستخدام في رياضة الاهتمام. المشاركة في هذه الأحداث يقلل من فرص الحصول على تقلصات العضلات، العضلات التي مزقتها، وكسور الإجهاد. تحليل الموسم هو واحد من الاستعراضات المفيدة للوقاية من الإصابات الرياضية للاعب. تحليل الموسم هو محاولة لتحديد المخاطر قبل حدوثها من خلال مراجعة طرق التدريب وجدول المسابقة والسفر والإصابات السابقة. إذا حدثت إصابات في الماضي، يستعرض تحليل الموسم الإصابة ويبحث عن أنماط لمعرفة ما إذا كان قد يكون مرتبطًا بحدث تدريبي معين أو برنامج منافسة معين. على سبيل المثال، قد تكون الإصابة بكسر الإجهاد في فريق كرة القدم أو فريق كرة القدم متشابهًا مع زيادة متزامنة في التشغيل والتغيير في بيئة التشغيل، مثل الانتقال من سطح ناعم إلى صلب. يمكن توثيق تحليل الموسم كنتائج قائمة على الفريق أو نتائج رياضي فردي. ومن بين الأحداث الرئيسية الأخرى للبرنامج التي ارتبطت بحدوث إصابات، تغيرات في حجم التدريب، والتغييرات في المواقع المناخية، واختيار وقت اللعب في المباريات المهمة، وسوء النوم بسبب الجدولة الفوضوية المشددة. ومن المهم لمديري البرامج الفريق والموظفين لتوريط اختبار من أجل ضمان صحي، تنافسي، واثق من الرياضيين للموسم المقبل.

### الفرز(Preseason)
مراجعة مفيدة أخرى للوقاية من الإصابات الرياضية للاعب هي عروض preseason. وجدت دراسة أن أعلى معدل إصابة خلال الممارسات عبر خمسة عشر رياضات القسم الأول والثاني والثالث كانت NCAA في الفترة السابقة مقارنة بالموسم أو بوستسسن لإعداد رياضي لمجموعة واسعة من الأنشطة اللازمة للمشاركة في يتم استكمال اختبارات المشاركة ما قبل الرياضة بشكل منتظم على مئات الآلاف من الرياضيين كل عام. من المهم للغاية أن يتم الفحص البدني بشكل صحيح من أجل الحد من مخاطر الإصابة وكذلك لتشخيص بدايات الإصابة المحتملة. تتكون فحوصات Preseason من اختبار حركة المفاصل (الكاحل، والمعصمين، والوركين، وما إلى ذلك) ، واختبار استقرار المفاصل (الركبتين والرقبة، وما إلى ذلك) ، واختبار قوة العضلات، وأيضا اختبار أنماط التنفس. الهدف من الفحص المسبق هو تطهير الرياضي للمشاركة والتحقق من عدم وجود علامة على الإصابة أو المرض، والتي من شأنها أن تمثل خطرًا طبيًا محتملاً للرياضي (ومخاطر المسؤولية تجاه المنظمة الرياضية). بالإضافة إلى الفحص البدني وسيلان حركات المفاصل، غالبًا ما تأخذ فحوصات ما قبل البدء بعين الاعتبار جانبًا غذائيًا أيضًا. فمن المهم للحفاظ على الطبيعية مستويات الحديد، مستويات ضغط الدم، توازن السوائل، وكمية الطاقة الكافية الكافية، ومستويات الجليكوجين الطبيعية. يمكن أن تساعد التغذية في الوقاية من الإصابات وإعادة التأهيل، إذا حصل المرء على احتياجات الجسم اليومية. الحصول على كمية كافية من السعرات الحرارية، والكربوهيدرات، والسوائل، البروتين، والفيتامينات والمعادن المهم للمحافظة على الصحة العامة للرياضي ويحد من مخاطر وقوع اصابات محتملة. يوجد نقص الحديد، على سبيل المثال، في كل من الرياضيين الذكور والإناث ؛ ومع ذلك 60 في المئة من الرياضيين الإناث تتأثر بنقص الحديد. هناك العديد من العوامل التي يمكن أن تسهم في فقدان الحديد، مثل الطمث، النزيف المعوي، عدم كفاية كمية الحديد المتناولة من النظام الغذائي، التعب والضعف، من بين أمور أخرى. عواقب نقص الحديد، إذا لم يتم حلها، يمكن أن يكون الأداء الرياضي ضعيف وانخفاض في وظيفة المناعية والمعرفية.

### شاشة الحركة الوظيفية
إحدى التقنيات المستخدمة في عملية فحص preseason هي شاشة الحركة الوظيفية (FMS). الفحص الوظيفي للحركة هو تقييم يستخدم لتقييم أنماط الحركة وعدم التناظر ، والتي يمكن أن توفر نظرة ثاقبة للقيود الميكانيكية والمخاطر المحتملة للإصابة. يحتوي فحص الحركة الوظيفية على سبعة أنماط حركة أساسية تتطلب توازناً بين قابلية الحركة والاستقرار. توفر أنماط الحركة الأساسية هذه أداءً ملحوظًا للحركات الأساسية ، الحركية ، واستقرار الحركات. تضع الاختبارات الفرد الرياضي في المواقف المتطرفة حيث تصبح نقاط الضعف والاختلالات واضحة إذا كان الاستقرار والحركة المناسبين لا يعملان بشكل صحيح. أنماط الحركة الأساسية السبعة هي القرفصاء العميق، خطوة في الطريق ، اندفاع في خط مستقيم ، وحركة للكتف ، ورفع ساق مستقيم نشط ، وثبات في دفع عجلة الثبات ، والاستقرار الدوار. على سبيل المثال ، القرفصاء العميق هو اختبار يتحدى ميكانيكا الجسم بالكامل. يتم استخدامه لقياس الحركة الثنائية والمتوازنة والوظيفية للوركين والركبتين والكاحلين. يثبت الدوي الذي يثبت في الأعلى ، الحركة الثنائية والمتناسقة للكتفين والعمود الفقري الصدري. إن القدرة على أداء تقنية القرفصاء العميقة تتطلب وجود إيقاع الحوض المناسب ، وعطف ظهري منحني لسلسلة من الكاحلين ، وثني الركبتين والوركين ، وتمديد العمود الفقري الصدري ، وكذلك ثني وخطف الكتفين. هناك نظام تسجيل يطبق على كل حركة على النحو التالي يتم منح درجة 3 للرياضي إذا تمكنوا من إجراء الحركة دون أي تعويضات ، يتم منح درجة 2 للرياضي إذا تمكنوا من أداء الحركة ، ولكن العمل على الفقراء الميكانيكا والأنماط التعويضية لتحقيق الحركة ، تعطى الدرجة 1 للرياضي إذا لم يتمكنوا من أداء نمط الحركة حتى مع التعويضات ، وأخيرا ، يتم إعطاء 0 للرياضي إذا كان أحد يعاني من أي ألم أثناء أي جزء من الحركة أو اختبار. ثلاثة من الاختبارات الأساسية السبعة بما في ذلك تحرك الكتف ، وثبات ثبات الجذع ، والثبات الدوراني ، لها نقاط تخليص مرتبطة بها وتعني درجة النجاح أو الفشل. إذا فشل اللاعب الرياضي في هذا الجزء من الاختبار ، تعطى الدرجة 0 على أنها النتيجة الإجمالية.

## الوقاية من الإصابات الرياضية للأطفال
iناك ما يقرب من 8000 طفل يتم علاجهم في غرف الطوارئ كل يوم من أجل الإصابات المتعلقة بالرياضة.  كما تشير التقديرات إلى أن هناك حوالي 1.35 مليون طفل يعانون من الإصابات الرياضية كل عام في جميع أنحاء العالم.  ولهذا السبب يحتاج الأطفال إلى عناية ورعاية خاصة عند المشاركة في الألعاب الرياضية.
وفقا لمراكز السيطرة على الأمراض والوقاية منها (CDC) ، فإن العديد من الإصابات المتعلقة بالرياضة يمكن التنبؤ بها ويمكن الوقاية منها.
أثبتت الوقاية من الإصابة بالتمرينات الرياضية تقليل معدلات الإصابة في مختلف الرياضات الجماعية. توجد برامج الاحماء الخاصة بالرياضة (على سبيل المثال "11+ Kids" لكرة القدم) التي أثبتت فعاليتها في الحد من معدلات إصابة الأطفال.
يميل الأطفال الذين يتابعون العيادات الرياضية إلى معرفة الأساسيات الأساسية لرياضة معينة. يمكن أيضا تعلم الوعي والوقاية من الإصابات في العيادات الرياضية.
الاحماء يحسن تدفق الدم في العضلات. هذا يجلب المزيد من العناصر الغذائية في أجزاء مختلفة من الجسم ، وبالتالي جلب المزيد من الطاقة في جميع أنحاء.
تزويد الأطفال بالأجهزة المناسبة في رياضة معينة مثل الخوذات وحراس الساق وأقواس الكاحل والقفازات وغيرها لمنع الإصابات.
يحتاج الأطفال إلى الحصول على فترات راحة وشرب الماء أيضًا للحفاظ على رطوبتهم.
معرفة بعض أنواع الإسعافات الأولية على الإصابات للتطبيق عندما يكون هناك حادث غير متوقع.

## تكاليف
يمكن للتدخلات التي تستهدف الحد من الإصابات الرياضية أن تؤثر على تكاليف الرعاية الصحية ، فضلاً عن الموارد الأسرية والمجتمعية. الاصابات الرياضية لها تكاليف مباشرة وغير مباشرة. عادة ما يتم حساب التكاليف المباشرة من خلال الأخذ بعين الاعتبار تكلفة استخدام موارد الرعاية الصحية لمنع وكشف وعلاج الإصابة. هناك حاجة للبحث عن كيفية استخدام الرعاية الصحية والنفقات التي تتوافق معها. المدرجة في هذه النفقات هي كيف يمكن أن يكون للإصابات المختلفة تشخيصات مختلفة. وقد تؤخذ التكاليف غير المباشرة في الحسبان كذلك ، عندما تمنع الإصابة الفرد من العودة إلى العمل ، فقد يعيق ذلك المنفعة الاقتصادية لنفسه ولغيره.

## الإجهاد العاطفي المرتبط بالرياضة
تورط الرياضة يمكن أن تشرع على حد سواء البدنية والعقلية الطلب على الرياضيين. من بطولات الشباب الصغيرة إلى التنافس على المستوى المهني ، يضطر الرياضيون إلى تعلم طرق للتعامل مع الضغوطات والإحباطات التي قد تنشأ عن المنافسة ضد الآخرين. وتبين البحوث التي أجريت أن مستويات القلق ، التوتر ، و الاكتئاب هي مرتفعة بعد الإصابات الرياضية. تجربة الرياضيين الضغط واسعة النطاق ؛ متفرعة من المدربين والآباء والأقران والجماهير. إنه لأمر مدهش كيف يمكن لفرد واحد تحمل الكثير من الضغط وتبقى هادئة جدا وجمعها.الدافع العقلي الإيجابي ومع ذلك ليس من ذوي الخبرة طوال الوقت. يمكن أن يؤدي الضغط على الفوز إلى إجهاد عاطفي كبير للرياضي. يعاني العديد من الرياضيين من الضغوط التي تنطوي على الفوز باعتباره أهم جانب في المباراة. إذا لم يتم الفوز في المباراة ، يتم معاقبة العديد من الرياضيين وانتقادهم بسبب الخسارة ، بدلاً من الثناء على جهودهم ، والروح الرياضية ، والعمل الشاق. بعد وقوع إصابة العديد من الرياضيين يعرضون قضايا احترام الذات ، وأزمات الهوية الرياضية ، ومستويات عالية من الاضطراب اللاحق للصدمة ، والتي ترتبط بمهارات التكيف.